# Vesiculariopsis
Vesiculariopsis là một chi rêu trong họ Hookeriaceae.